# Đạt Xuyên
Đạt Xuyên (chữ Hán giản thể: 达川区, Hán Việt: Đạt Xuyên khu) là một quận thuộc địa cấp thị Đạt Châu, tỉnh Tứ Xuyên, Cộng hòa Nhân dân Trung Hoa. Quận này có diện tích 2.688 km², dân số năm 2002 là 1,26 triệu người, năm 2007 là 1.306.378 người.

## Phân chia hành chính
Quận này được chia ra thành 64 đơn vị hành chính, bao gồm 21 trấn và 43 hương:
- Trấn: Nam Ngoại, Thạch Kiều, Hà Thị, Đình Tử, Ma Liễu, Cảnh Thị, Triệu Gia, Đại Thụ, Thạch Thê, Bảo Tử, Độ Thị, Quản Thôn, Bi Miếu, Thạch Bản, Nam Nhạc, Đàn Mộc, Giang Lăng, Phúc Thiện, Vạn Gia, Kim Á, Bách Tiết.
- Hương: Đại Phong, Giang Dương, Đông Hưng, Hoa Hồng, Đại Than, An Nhân, Hồ Lô, Hoàng Đình, Hoàng Đô, Bình Than, Song Miếu, Mã Gia, Mộc Tử, Bi Cao, Ma Đường, Bân Lang, Quán Tử, Trần Gia, Thân Gia, Mộc Đầu, Thảo Hưng, Long Hội, Cửu Lĩnh, Kim Đàn, Đại Yển, Triệu Cố, Kiều Loan, Ngũ Tứ, Duyên Hà, Ngân Thiết, Hương Long, Đạo Nhượng, Lạc Xa, Vĩnh Tiến, Mông Song, Long Than, Mễ Thành, Hổ Nhượng, Bắc Sơn, An Vân, Tử Đồng, Kim Thạch, Thanh Ninh.